# Lydia (Zeitschrift)
Die Lydia ist eine überkonfessionelle christliche Zeitschrift für Frauen, die vom Lydia Verlag unter der Leitung von Ellen Nieswiodek-Martin herausgegeben wird.

## Geschichte
Die Zeitschrift wurde 1986 von Ditmar und Elisabeth Mittelstädt in Aßlar zusammen mit dem Lydia-Verlag gegründet und erschien anfangs mit dem Zusatz Die christliche Zeitschrift für die Frau. Seit Anfang 2010 gehört der Verlag zu Gerth Medien. Das Magazin erscheint quartalsweise und ist mit 75.000 Exemplaren die auflagenstärkste christliche Frauenzeitschrift in Deutschland. Seit 1992 erscheint sie mit Unterstützung der „Stiftung Lydia International“ auch in rumänischer und ungarischer Sprache und erreichte 2016 mit einer Auflage von 160.000 Exemplaren Leser in 101 Ländern. Bis 2013 hatte die Gründerin die Redaktionsleitung, die sie an Ellen Nieswiodek-Martin übergab.

## Profil
Die Zeitschrift enthält Berichte, wie Frauen Schwierigkeiten und Ängste überwinden, wie sie Gott begegnen und Erstaunliches erleben. Sie will darauf hinweisen, wie der christliche Glaube im 21. Jahrhundert den Alltag prägen und Trost, Hoffnung und Frieden schenken kann.